# Nyitótő
Nyitótőnek a magyar névszók (főnevek, melléknevek, számnevek, névmások), valamint (névszói és igei) toldalékok azon típusát nevezzük, amelyek az utánuk álló kötőhangzót nyílttá, vagyis alsó nyelvállásúvá teszik (az eredetileg várható középső nyelvállással szemben, az -e esetét leszámítva, amely a mai köznyelvben már a „szabályos” szavakhoz is nyíltabb formában kapcsolódik).
A nyitótő a szótári szavak közt nem produktív (zárt csoportot képez), mivel az újabb jövevényszavakhoz már – ebből a szempontból – szabályos toldalékok járulnak. A nyitótövet mutató névszók végén eredetileg egy (alsó vagy középső nyelvállású) további magánhangzó is állt (amely a finnben és más finnségi nyelvekben többnyire meg is maradt), az ősmagyar korban azonban ezek felső nyelvállásúvá váltak, a 11–12. századra pedig szó végi helyzetben le is koptak, a toldalék által „védett” helyzetekben azonban megőrződtek. A nyitótövek tehát egy korábban meglévő, nyíltabb szó végi (vagy toldalékot követő) magánhangzókról tanúskodnak.
Hogy mely szó tartozik a nyitótövekhez, az koronként és területenként is eltérhet, és esetenként ma is ingadozást mutat. A sátor például eredetileg szabályos tő volt, de ma már inkább nyitótőként használatos (sátort ~ sátrat, sátorok ~ sátrak). A nyelvjárási különbségekre is számos példa akad, ahogy (a köznyelvben nem nyitótövű) tányér tárgyesete egyes nyelvjárásokban tányérat alakban használatos, míg (a köznyelvben nyitótő) láb szóból a lábas mellett lábos alakváltozat is létrejött.

## Megjelenése toldalékokban

### Ragok és jelek kötőhangzójaként
A nyitótő a mély hangrendű főneveknél -o- helyett -a- hangot jelent, például házak (vö. gázok), a magas hangrendűeknél viszont csak az ajakkerekítéseseknél van jelentősége, amennyiben egy szó -ö- helyett -e- hanggal képzi a toldalékait, például többes számban földek (vö. sörök). – Tágabb értelemben nyitótőnek nevezzük  azon ajakréses magánhangzókat tartalmazó szavakat is, ahol  – bár záró mássalhangzójuk jellege ezt nem követelné meg – a tárgyrag elé kötőhang kerül, pl. mézet, vizet, fejet, tejet, helyet, a hangzórövidítők közül pl. kezet, rezet (vö. gázt, lemezt; bajt, zajt, fajt, zörejt).
A melléknevek többsége nyitótő, például újak, bátrak, zöldek. Kivételek azonban a nemzetségnevek, pl. magyarok, görögök, a -talan/-telen és -atlan/-etlen fosztóképzősök (pl. sótlanok, gondtalanok), valamint a legtöbb -k/-g végű (pl. boldog, gazdag, hanyag, hazug; vak, álnok, undok – azonban határozóképzővel boldogan, de vakon, gazdagon) és néhány további, pl. fiatal, szabad, bolond, kopasz, valamint a nagy szó, amely – egyedülálló módon – fokozás terén is kivételes (nagyobb).
A nyitótövű melléknevek főnévi használata épp a kötőhangzójuk révén érhető tetten: ezek a gyerekek okosak, de az okosok előre megmondták; ők ismerősek nekem, de az ismerősök már itt vannak; gyorsan haladok, de a gyorson utaztam. Ugyanígy a melléknévként is használt főneveken a melléknevekre jellemző nyitótő teheti alakilag is egyértelművé a szófajt: ezek a filmek királyak (vagy királyok).
A fenti példákban hozott többes szám mellett a nyitótő a tárgyragos alakban is megnyilvánul: házat, földet; újat, zöldet. Ezenkívül ahol a szó végi mássalhangzó alapesetben nem igényel kötőhangzót (l, r, n, ny, s, sz, z, zs, j, ly), a nyitótöveknél mégis nyitóhangot találunk (falat, árat, májat, hasat, lázat stb., vö. sort, gazt, kast stb., a magas hangrendűeknél úgyszintén: fület, mézet stb., vö. célt, gőzt stb.). Ezzel szemben azoknál a mellékneveknél, amelyek a többség ellenére nem nyitótövek, ott a várt kötőhangzó tárgyesetben sem jelenik meg (pl. magyart, írt [ír személyt/népet], vö. fehéret, kövéret).
Az egy- és kétalakú toldalékoknál (pl. -tól/-től) a nyitótőnek nincs jelentősége, hiszen a kétféle hangrendhez csak egy-egy változat áll rendelkezésre. A háromalakú toldalékok között a nyitótőnek csak a magas hangrendű szavaknál van relevanciája (hiszen itt jelentkezik a kerekség kérdése, míg hátul képzett variánsból csak egyféle van), a négy- és ötalakú toldalékok (pl. -os/-as/-es/-ös/-s) közötti választást azonban már a mély hangrendű nyitótő is befolyásolja.
A birtokos személyjelek formái és az -anként/-enként/-önként/-nként (distributivus) a nyílt alakot igénylik: földem, földed, földetek (vö. söröm, söröd, sörötök – a többi személynél csak kétféle variáns van), valamint fülenként, lábanként (vö. sörönként, soronként, amelyek nem nyitótövek). A mély nyitótöveknél ugyanígy megfigyelhető ágyam, talpam, hajam stb., ugyanígy ágyad, ágyatok stb. (vö. a nem nyitótövű polcom, polcod, polcotok alakokkal). Ezzel szemben a -hoz/-hez/-höz allativus és az -on/-en/-ön/-n superessivus esetében a nyitótővek kivételesen a zárt magánhangzós alakokkal használatosak: földhöz és földön. (A mély hangrendűeket ez nem érinti.)

### Képzők kötőhangzójaként
Az -os/-as/-es/-ös/-s melléknévképzőnél szintén a nyílt tő jelenik meg: földes, könyves, ugyanígy: talpas, szárnyas, lyukas. A melléknevekből határozót létrehozó -an/-en/-on képzőnél szintén megjelenhet a nyitótő, pl. (csapzott) hajúan, de gazdagon. Az -ad/-ed/-od/-öd és -adik/-edik/-odik/-ödik számnévi képzőknél hasonlóképpen megfigyelhető: nyolcad(ik), vö. hatod(ik). A kicsinyítő képzőn: ágacska, de csontocska; ill. fülecske, de gömböcske.  A -z(ik) és -l igeképzőkön szintén megjelenik a nyitótő: kanalaz, rügyezik (vö. korlátoz, köröz), talpal, szögel (vö. dalol, füstöl).
Nyitótövű névszók után a -talan/-telen melléknévképző helyett az -atlan/-etlen alakú képző használatos: házatlan, fületlen, alkalmatlan.

## Nyitótővel járó toldalékok
A toldalékok közül az alábbiak után szintén nem állhat középső nyelvállású magánhangzó, tehát a velük létrejövő szóalakok relatív tövét nyitótőnek mondhatjuk (függetlenül attól, hogy a szó töve – névszó esetén – nyitótő vagy szabályos-e, illetve hogy egyáltalán milyen szófajú):
- a névszói többes szám -k-ja (ablakokat)
- a birtokos személyjelek (ablakomat, ablakodat stb.)
- a középfok jele (jobbat)
- a múlt idő -t-je (mondtam, mondtad stb.)
- a kötő-felszólító mód -j-je (mondjam, mondjad stb.)

## A nyitótövű névszók listája

### Mély hangrendűek
Egy szótagosak (ideértve összetett alakjaikat is, pl. szótár):
- A: agy, alj, fal, gally, had, haj, hal, has, nyak, sarj, sav, szarv, talp, vad, vaj, vas
- Á: ág, ágy, áll, ár, árny, báj, gát, gyár, háj, hárs, hát, ház, kád, láb, láz, máj, máz, nád, nyáj, nyárs, sál, szád (nyílás), száj, szál, szár, szárny, táj, tál, tár, tárgy, társ, vád, vágy, vár, váz, zár
- O: fog, hold, hossz, toll
- U: lyuk, ujj

Több szótagosak:
- agyar, arany, olaj, oldal, szakáll, vonal

Ezek nem mindegyike tiszta eset, pl. olajos, de olajak/olajok; oldalak, oldalam/-ad/-atok, de oldalt (tárgyraggal); aranyam és háromaranyas (versenyző), de aranyos; szakállak, de szakállt/szakállat; bájak, de bájt; gátak, de gátol; gyárak, de gyáros; könyvtárak, de tárol, könyvtáros, továbbá szótároz/szótáraz, szótárak/szótárok; stb.
Számnevek: nyolc, száz, három (hangzóvesztő is), húsz (hangzórövidítő is)
Névmás: hány?
Antiharmonikus szavak, amelyek ragozás szempontjából mély hangrendűnek számítanak: díj, héj, íj, illetve részben a férfi, amely magas magánhangzós ragokkal is előfordul (férfivel), számos alakjában viszont mély hangrendű nyitótőnek mondható (férfias, férfiak).
A hangzórövidítők közül:
- nyár, agár, bogár, darázs, fonál, kanál, kosár, madár, mocsár, mozsár, parázs, pohár, sár, sugár, szamár (bár létezik ingadozás, pl. sáros ~ saras)
- kút, lúd, nyúl, rúd, úr, út
- az antiharmonikus derék, híd, nyíl
- és a vegyes hangrendű fazék

Ide tartoznak még az -alom végű hangzóvesztők (pl. forradalom), a többi hangzóvesztő közül pedig: ajak, farok, fátyol, jászol, kazal, sátor, vászon.
Szintén ide tartozik az alábbi néhány v tövű: ló, tó, hó, szó (vö. lovak, tavak, szavak; lovat, tavat, havat; lovas, tavas, havas, szavas stb.).
(Néhány ellenpélda, amely nem nyitótő, így összevethető velük a fentiek ragozása: baj, dal, sajt, gáz, láp, kár, sáv, szám, lány, csont, folt, sor, húr, város, vonat  stb., a hangzóvesztők közül: álom, cukor, majom, dolog stb.)
Mivel a melléknevek közt a nyitótő alkotja a többséget, ezekre itt csak példák szerepelnek: biztos, finom, fontos, gyors, igaz, komoly, magas, okos, rossz, új, vad, vidám, világos (az -ó/-ú végűek és az -i képzősök többes számban -ak jellel: hosszú, lassú, szomorú, ill. városi), de ide tartozik az antiharmonikus nyílt is. Hangzóvesztő: bátor. (A nem nyitótövű kivételeket l. fent.) Képzett szavaknál nem ritka a váltakozás, akár jelentéskülönbség nélkül is, pl. másnaposak/másnaposok, ill. mohók/mohóak. A folyamatos melléknévi igenevekre, főleg főnevesült használatban, különösen jellemző a bizonytalanság többes számban (pl. haladók/haladóak).

### Magas hangrendűek
- Ö/Ő: csöpp, föld, hölgy, könny, könyv, ölyv, örv, öv, őz, szög, szörny, tőgy, törzs, tölgy, völgy.
- Ü/Ű: fül, fürj, rügy, rüh, szügy, ügy, ürügy.
  - Hangzórövidítők: fűz, szűz (melléknév is), tűz

A több szótagos szavaknál, amelyekben az ajakkerekítéses hangzót (ö/ő/ü/ű) ajakkerekítés nélküli hangzó (e/é/i/í) követi (pl. füzet, üzlet), nincs értelme nyitótőről beszélni, mivel itt utolsó szótag ajakkerekítés nélküli hangzója eleve nyílt kötőhangzót kíván (szövegek, törvények, füzetek).
Ide tartoznak még a v tövűek (pl. kő, cső, fű, mű, nyű) és a (főnevesült) befejezett melléknévi igenevek (pl. tört, sült).
(Néhány ellenpélda, amely nem nyitótő, így összevethető velük a fentiek ragozása: kör, köz, hős, sör, gömb, ön, őr, sün, füst, űr [de: üres], bűn, szűcs, küszöb, gyümölcs, elnök, eszköz, püspök, csütörtök stb., hangzóvesztők: bögöly, gödör, ököl, ökör, öböl, kölyök, köröm, tükör, tücsök, üröm, vödör stb.)
A melléknevek között a nyitótő az alapeset, például: zöld, szűk, bölcs, közös, vörös, hűvös, büdös, tömör, sürgős, különös, illetve a középfokú több, az -ő/-ű végűek és az -i képzősök pedig többnyire -ek jelet kapnak többes számban: hű, könnyű, gyönyörű, szörnyű, népszerű, sűrű, ill. különböző, egyenlő, de itt is létezik ingadozás (például különbözők, sűrűk is előfordul), sőt néha csak a kötőhangzó nélküli forma lehetséges (pl. fölsők). Az -i képzős szavak rendszerint kötőhangzósok (pl. helyiek, régiek, vö. kicsik, ami nem képzett szó). Jelentéstől függően (l. fönt) vagy akár attól függetlenül is lehetséges a váltakozás: bűnösök/bűnösek, közömbösök/közömbösek (főnév vagy melléknév), ill. előzők~előzőek.